# IHeartRadio Music Award al miglior nuovo artista R&B

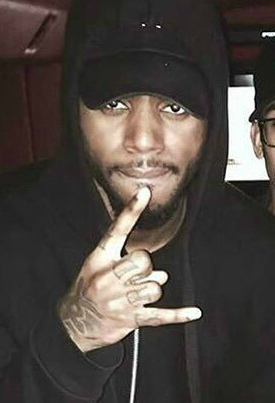
Bryson Tiller è stato il primo artista insignito del premio Miglior nuovo artista R&B.

L'iHeartRadio Music Award al miglior nuovo artista R&B (iHeartRadio Music Award for Best New R&B Artist) è un premio assegnato annualmente a partire dal 2017 nell'ambito degli iHeartRadio Music Awards, dedicato agli artisti emergenti di musica R&B. Il premio è stato assegnato per la prima volta a Bryson Tiller in occasione della IV edizione della cerimonia.
In origine, nel periodo compreso tra il 2014 e il 2017, veniva assegnato il premio generale senza distinzione di genere, intitolato semplicemente Miglior nuovo artista (iHeartRadio Music Award for Best New Artist). Dall'edizione del 2017 in poi sono stati istituiti nuovi premi basati sull'appartenenza dei generi musicali degli artisti. La categoria generale Miglior nuovo artista è stata assegnata per l'ultima volta nel 2017, unica edizione in cui sono state presenti sia la categoria generale dei nuovi artisti sia le categorie suddivise in generi musicali, vinta dai The Chainsmokers.

## Vincitori e candidati
I vincitori sono posizionati al primo posto e evidenziati in grassetto.
- 2017[3]
  - Bryson Tiller
  - Belly
  - Kayla Brianna
  - Dreezy
  - Ro James
- 2018[4]
  - Khalid
  - 6LACK
  - Kehlani
  - Kevin Ross
  - SZA
- 2019[5]
  - Ella Mai
  - Brent Faiyaz
  - H.E.R.
  - Queen Naija
  - TK Kravit
- 2020[6]
  - Summer Walker
  - Ari Lennox
  - LightSkinKeisha
  - Nicole Bus
  - The Bonfyre
- 2021[7]
  - Snoh Aalegra
  - Chloe x Halle
  - Lonr.
  - Mahalla
  - Skip Marley
- 2022[8]
  - Giveon
  - Chlöe
  - Tone Stith
  - VanJess
  - Vedo
- 2023[9]
  - Muni Long
  - Blxst
  - Brent Faiyaz
  - Steve Lacy
  - Tems
- 2024[10]
  - Victoria Monét
  - Coco Jones
  - Fridayy
  - Kenya Vaun
  - October London
- 2025[11][12]
  - 4batz
  - Ambré
  - Inayah
  - Josh X
  - Maeta